# Грюнвальд, Паскаль
Паскаль Грюнвальд (нем. Pascal Grünwald; род. 13 ноября 1982) — австрийский футболист, вратарь. Выступал за национальную сборную Австрии.

## Карьера

### Клубная
Воспитанник инсбрукских клубов «Рейхенау», «Ваккер-1915» и «Инсбруккер». Начинал карьеру в клубе «Сваровски» из Ваттенса, но не закрепился там. С 2003 по 2006 годы был третьим вратарём в зальцбургском «Ред Булле», где провёл суммарно 10 игр, после чего был отдан «Пашингу», но не сыграл там ни минуты.
В 2007 году Грюнвальд перешёл в новосозданный «Ваккер-2002», заменив ушедшего Желько Павловича. Стал основным вратарём клуба, сыграл 98 игр. Пережил вылет во Вторую австрийскую бундеслигу, возвращение в Первую Бундеслигу Австрии и стал чемпионом Австрии в сезоне 2009/2010. 7 июня 2011 подписал контракт с «Аустрией» на три года (сумма трансфера не разглашалась).

### В сборной
5 августа 2011 был вызван в сборную Австрии. Дебютировал 6 сентября 2011 в игре с Турцией, став героем встречи: на 90-й минуте при счёте 0:0 в ворота Австрии был назначен пенальти. Удар пробивал Арда Туран, но Паскаль отбил ногами мяч и помог австрийцам отстоять ничью.

## Достижения
- Чемпион Австрии: 2013